# Wyspy Banda
Wyspy Banda (indonez. Kepulauan Banda) – archipelag w Indonezji na morzu Banda; wchodzi w skład prowincji Moluki; powierzchnia 172 km²; ok. 19 tys. mieszkańców (2010). Administracyjnie tworzą kecamatan w kabupatenie Moluki Środkowe (Maluku Tengah).
Na wyspach jest używany malajski wysp Banda (bahasa Banda).
Z wysp Banda pochodzi gałka muszkatołowa.